# Kerítés (bűncselekmény)

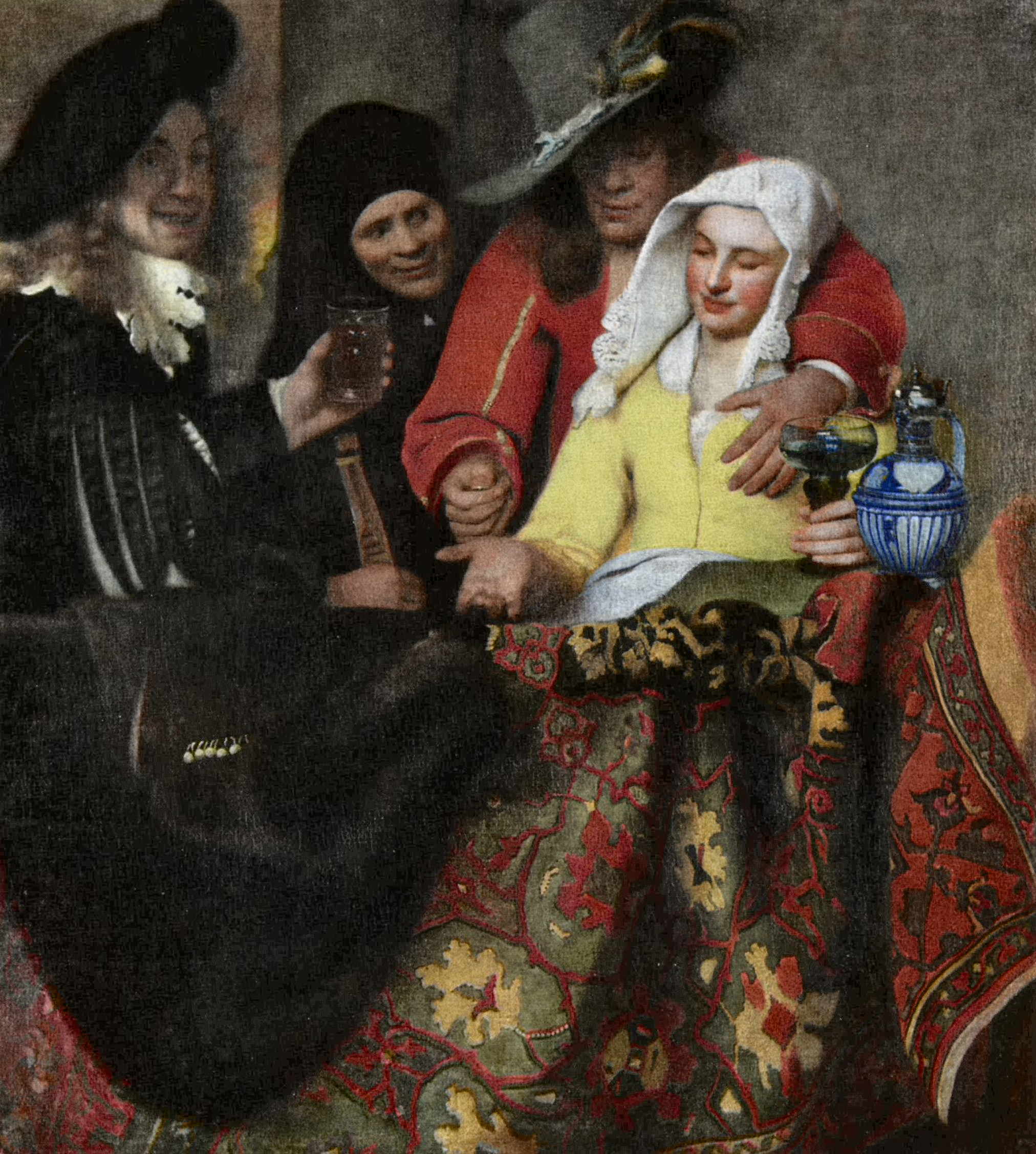
Jan Vermeer van Delft: Kerítőnő

A kerítés nemi erkölcs elleni bűncselekmény.

## Jogi tárgya
Jogi tárgya a nemi kapcsolatok társadalmilag elfogadott rendje. 

## A hatályos magyar szabályozás
„200. § (1) Aki haszonszerzés céljából valakit szexuális cselekmény végzésére másnak megszerez, bűntett miatt három évig terjedő szabadságvesztéssel büntetendő.
(2) Kerítést követ el, és az (1) bekezdés szerint büntetendő az is, aki tizennyolcadik életévét be nem töltött személyt prostitúcióra felajánl vagy felhív.
(3) A büntetés egy évtől öt évig terjedő szabadságvesztés, ha a kerítés üzletszerű.
(4) A büntetés két évtől nyolc évig terjedő szabadságvesztés, ha az (1) bekezdésben meghatározott kerítést
a) tizennyolcadik életévét be nem töltött személy sérelmére,
b) az elkövető hozzátartozója, nevelése, felügyelete vagy gondozása alatt álló sérelmére, vagy a sértettel kapcsolatban fennálló egyéb hatalmi vagy befolyási viszonyával visszaélve,
c) megtévesztéssel, erőszakkal vagy fenyegetéssel
követik el.
(5) A büntetés öt évtől tíz évig terjedő szabadságvesztés, ha a (4) bekezdés a) vagy b) pontjában meghatározott kerítés a c) pont szerint is minősül.
(6) Aki üzletszerű kerítés elkövetésében megállapodik, három évig terjedő szabadságvesztéssel büntetendő.”

## A magyar szabályozás története
A kerítést az 1908. évi XXXVI. törvény óta büntetik Magyarországon.

### Az 1961. évi V. törvény szerint
287. §	(1)	Aki valakit házasságon kívül közösülésre, természet elleni vagy egyéb fajtalanságra más részére haszonszerzés céljából megszerez, három évig terjedő szabadságvesztéssel büntetendő.
(2)	A büntetés egy évtől öt évig terjedő szabadságvesztés, ha az elkövető
a)	kerítéssel üzletszerűen foglalkozik, vagy
b)	visszaeső. A visszaesésre a 214. § (3) bekezdésének a rendelkezése az irányadó.
(3)	A büntetés két évtől nyolc évig terjedő szabadságvesztés, ha a kerítést
a)	az elkövető hozzátartozója, avagy nevelése, felügyelete vagy gondozása alatt álló, illetőleg huszadik életévét még be nem töltött személy sérelmére követte el;
b)	csalárdsággal, erőszakkal, avagy az élet vagy testi épség ellen irányuló közvetlen fenyegetéssel követték el.
(4)	Aki a (2) bekezdés a) pontja szerint minősülő kerítés elkövetésére szövetkezik, három évig terjedő szabadságvesztéssel büntetendő.

### Az 1978. évi IV. törvény szerint
207. § (1) Aki haszonszerzés céljából valakit közösülésre vagy fajtalanságra másnak megszerez, bűntettet követ el, és három évig terjedő szabadságvesztéssel büntetendő.
(2) A büntetés egy évtől öt évig terjedő szabadságvesztés, ha a kerítés üzletszerű.
(3) A büntetés két évtől nyolc évig terjedő szabadságvesztés, ha a kerítést
a) az elkövető hozzátartozója, avagy nevelése, felügyelete vagy gondozása alatt álló, illetőleg tizennyolcadik életévét be nem töltött személy sérelmére,
b) megtévesztéssel, erőszakkal avagy az élet vagy testi épség ellen irányuló közvetlen fenyegetéssel
követik el.
(4) Aki a (2) bekezdésben meghatározott kerítés elkövetésében megállapodik, bűntettet követ el, és három évig terjedő szabadságvesztéssel büntetendő.

## Passzív alanya
A bűncselekmény passzív alanya bárki lehet nemtől és kortól függetlenül, azonban az életkornak a minősített eseteknél jelentősége lehet, így a 18. életévüket be nem töltött személyt hozzátartozójuk, vagy a neveléssel, felügyelettel vagy gondozással megbízott személy közösülésre vagy fajtalanságra megszerzése esetén súlyosabb büntetés kerül kiszabásra.

## Elkövetési magatartás
Az elkövetési magatartás valaki megszerzése közösülés vagy fajtalankodás céljából más részére. A megszerzés egy közvetítői tevékenységet jelent, ennek minősül minden olyan magatartás, ami a nemi aktusra való közvetlen lehetőséget létrehozza, így például a befolyásolás, rábírás vagy a meglévő elhatározás megerősítése. Ennek döntő jelentőségűnek kell lennie a szexuális kapcsolat létrejöttében, így például a lakás rendelkezésre bocsátása nem tekinthető ennek, ha nem társul hozzá a felek összeismertetése. Amennyiben a felek már korábban megállapodtak, úgy ezt a bűncselekményt nem követheti el az illető, de mást igen. Azonban az már kerítésnek minősül, ha valaki a passzív alanyt a lakására hívja, és ott kiszolgáltatja őt a másik személynek.
A bűncselekmény akkor válik befejezetté, ha az elkövető megteremti a harmadik személy számára a lehetőséget arra, hogy a passzív alannyal szexuális kapcsolatra lépjen. A közösülés vagy fajtalankodás megtörténte nem szükséges feltétele a kerítés megvalósulásának. Ha az elkövető a kiszemelt passzív alannyal nem vette fel a kapcsolatot akkor az még kísérletnek sem minősül. A bűncselekmény gondatlanul nem követhető el, csakis szándékosan és az elkövető szándékának a passzív alany harmadik személy számára közösülés vagy fajtalanság céljára való megszerzésére kell irányulnia.
A kerítés célzatos bűncselekmény, a megszerzésnek haszonszerzés céljából kell megtörténnie, ami anyagi előny mellett jelentheti más vagyoni előny megszerzését vagy bizonyos vagyoni hátrány elkerülését is. A szívességből történő megszerzés nem számít ennek, és a célzatnak az elkövetéskor fenn kell állnia. Az elkövetés szempontjából nincs jelentősége annak, hogy ez a remélt haszon megszerzésre került-e.

## Minősített esetei
A bűncselekmény minősített esetei közé tartozik, ha a kerítésre üzletszerűen kerül sor. A 39. sz. Büntető Kollégiumi vélemény az elkövetés szempontjából hasonló jellegűnek tekinti a kitartottságot, a kerítést és az üzletszerű kéjelgés elősegítését a prostitúcióhoz való szoros kötődés alapján. Másik minősített eset, ha az elkövető hozzátartozója, avagy nevelése, felügyelete vagy gondozása alatt álló, illetőleg tizennyolcadik életévét be nem töltött személy sérelmére követi el a bűncselekményt, az életkorukra és a függőségi viszonyra tekintettel. Külön minősített esetet képez ha a kerítést megtévesztéssel, erőszakkal avagy az élet vagy testi épség ellen irányuló közvetlen fenyegetéssel követik el. Az erőszaknak itt a más számára való hozzáférést kell biztosítania, amennyiben ennél szélesebb körű és a közösülés vagy fajtalanság közvetlen végrehajtásában is szerepet játszik, úgy nem kerítés, hanem erőszakos közösülés valósul meg.